# Zelandoglochina
Zelandoglochina is een ondergeslacht van het geslacht van insecten Dicranomyia binnen de familie steltmuggen (Limoniidae).

## Soorten
- D. (Zelandoglochina) angelica (Alexander, 1929)
- D. (Zelandoglochina) aphanta (Alexander, 1929)
- D. (Zelandoglochina) atrovittata (Alexander, 1922)
- D. (Zelandoglochina) bigoti (Alexander, 1913)
- D. (Zelandoglochina) canterburiana (Alexander, 1923)
- D. (Zelandoglochina) circularis (Alexander, 1924)
- D. (Zelandoglochina) crassipes (Edwards, 1923)
- D. (Zelandoglochina) cubitalis (Edwards, 1923)
- D. (Zelandoglochina) decincta (Edwards, 1923)
- D. (Zelandoglochina) fagetorum (Alexander, 1929)
- D. (Zelandoglochina) flabellifera (Alexander, 1929)
- D. (Zelandoglochina) flavidipennis (Edwards, 1923)
- D. (Zelandoglochina) harrisi (Alexander, 1923)
- D. (Zelandoglochina) huttoni (Edwards, 1923)
- D. (Zelandoglochina) laterospina (Alexander, 1924)
- D. (Zelandoglochina) melanogramma (Edwards, 1923)
- D. (Zelandoglochina) miniata (Alexander, 1929)
- D. (Zelandoglochina) multiarmata (Alexander, 1929)
- D. (Zelandoglochina) multinodosa (Alexander, 1929)
- D. (Zelandoglochina) myersi (Alexander, 1924)
- D. (Zelandoglochina) nodulifera (Alexander, 1929)
- D. (Zelandoglochina) nubleana (Alexander, 1971)
- D. (Zelandoglochina) octava (Edwards, 1923)
- D. (Zelandoglochina) ofella (Alexander, 1953)
- D. (Zelandoglochina) omissistyla (Alexander, 1929)
- D. (Zelandoglochina) paradisea (Alexander, 1923)
- D. (Zelandoglochina) parvispinosa (Alexander, 1929)
- D. (Zelandoglochina) pervincta (Alexander, 1936)
- D. (Zelandoglochina) pilosipennis (Alexander, 1929)
- D. (Zelandoglochina) setulipennis (Alexander, 1929)
- D. (Zelandoglochina) sublacteata (Edwards, 1923)
- D. (Zelandoglochina) tehuelche (Alexander, 1929)
- D. (Zelandoglochina) tenuipalpis (Alexander, 1929)
- D. (Zelandoglochina) torticornis (Alexander, 1929)
- D. (Zelandoglochina) unicornis (Alexander, 1923)
- D. (Zelandoglochina) unijuga (Alexander, 1923)